# Neue Maschinenfabrik Kramatorsk

Blick auf das Werk in Kramatorsk

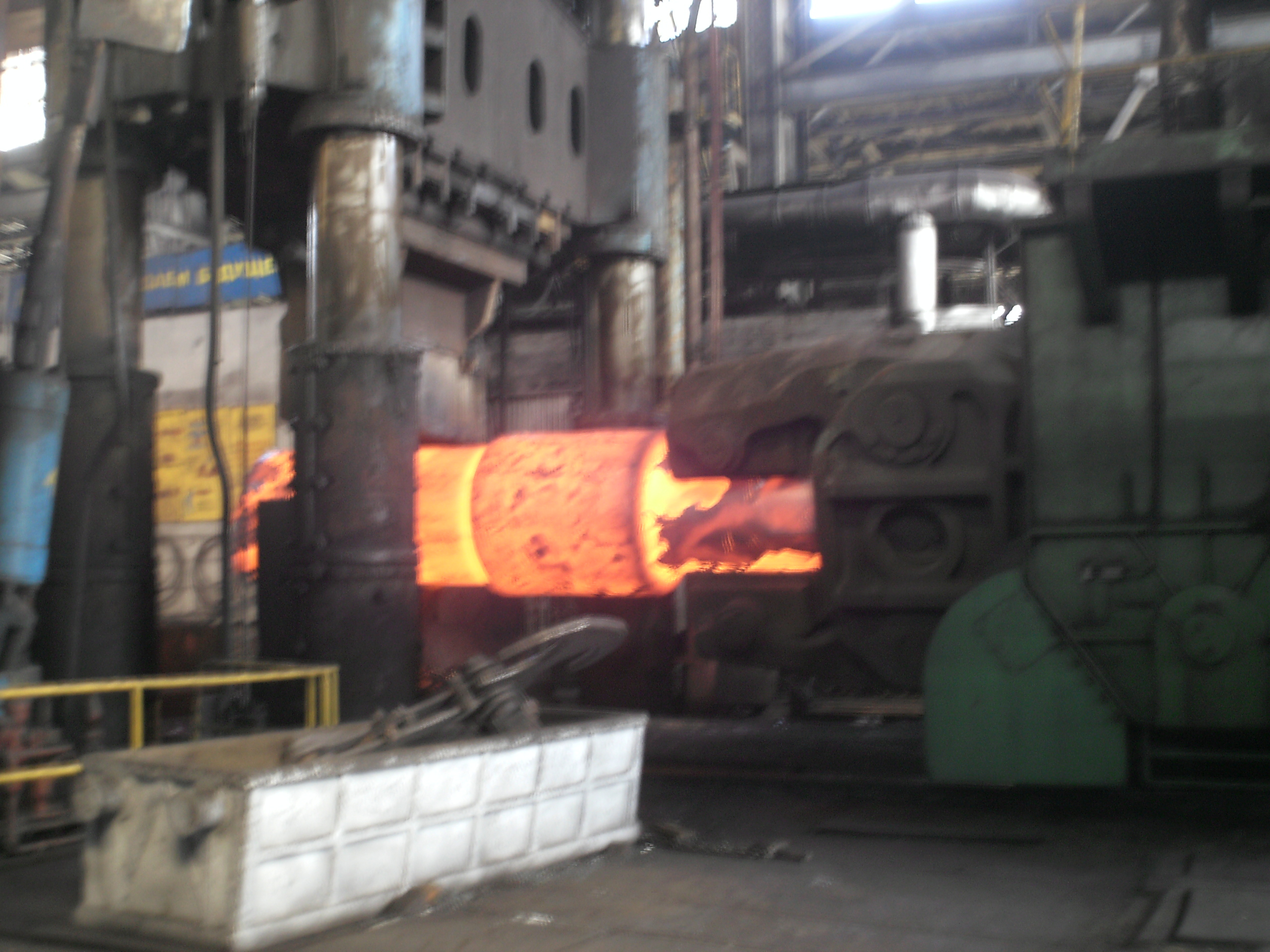
100 МН Presse

Neue Kramatorsk Maschinenbaufabrik (ukrainisch Новокраматорський машинобудівний завод Nowokramatorskyj maschynobudiwnyj sawod) ist börsennotierter ukrainischer Hersteller von Schwermaschinen mit rund 16.550 Mitarbeitern mit Hauptsitz in der Stadt Kramatorsk, Oblast Donezk in der östlichen Ukraine. Das Unternehmen produziert Bergbauausrüstung; Metallurgieausrüstung; Walzwerke, Schmieden, Hochöfen, Erzbrecher, Pressen und andere industrielle Prozessanlagen. Das Unternehmen stellt auch Antriebswellen für Eisbrecher und Komponenten für U-Boote her. Gegründet wurde das Unternehmen am  28. September 1934 in der ehemaligen Sowjetunion. Im Rahmen des deutschen Iwan-Programmes (1942–1943) wurde die Fabrik ab 1942 zur Munitionsherstellung (Granaten) verwendet.

## Link
- Novokramatorsky Mashinostroitelny Zavod, englischsprachige Homepage des Unternehmens